# Émile Bruneau (peintre)
Pour les articles homonymes, voir Émile Bruneau et Bruneau.
Émile Henri Joseph Bruneau, né à Tourcoing, est un peintre français du XXe siècle.

## Biographie
Élève de Hippolyte Léty, membre de la Société des artistes français, on lui doit des paysages. 